# Корзинин, Николай Иванович
Никола́й Ива́нович Корзи́нин (18 декабря 1951, Ленинград — 25 февраля 2011, Санкт-Петербург) — советский и российский рок-музыкант, вокалист, барабанщик, гитарист и композитор. Наиболее известен по выступлениям с группой «Санкт-Петербург».

## Биография
Николай Корзинин провёл детские годы в центре Ленинграда, на углу улиц Гороховой и Малой Морской; начал заниматься музыкой с 5 лет; в 1959 году поступил в 232 школу с английским уклоном, откуда перешёл в 238 на Адмиралтейском канале. Весной 1967 года, заканчивая восьмой класс, Николай, который уже был знаком с музыкой «The Beatles», стал участником своей первой поп-группы «The Red Scarfs» (имеются в виду газовые шарфики, очень популярные у модниц 1960-х годов). В неё входили девятиклассники Дмитрий Мацко, соло-гитара, Сергей Рейман, бас, вокал, а также Корзинин, ритм-гитара, фортепиано, и Тимофей Александров, барабаны.
Собственных инструментов и аппаратуры не было, и «The Red Scarfs» заимствовали у знакомых, которые репетировали в ДК им. Володарского на Исаакиевской площади. Они играли англоязычные хиты из репертуара «The Beatles» и «The Animals» (самым лучшим номером их программы был «The House of the Rising Sun» последних) и за год своего существования успели пару раз выступить на школьных вечерах. К этому времени Корзинин увлекся барабанами, занимался в джазовой школе и, чередуясь с Александровым, начал осваивать их с помощью стоявшей во Дворце установки «Tocton». Влияние на манеру игры Николая оказали многие музыканты тех лет, но наиболее близким для себя он считал почерк Чарли Уоттса из «The Rolling Stones».
До 1968 года учился в музыкальной школе при Ленинградской Консерватории им. Римского-Корсакова по классу фортепиано, а также осваивал игру на трубе.
Осенью 1968 года десятиклассник Корзинин познакомился с Николаем Зайцевым из группы «Викинги», которая репетировала в одном из общежитий ленинградского Политеха. Они исполняли, главным образом, инструментальные пьесы западных и отечественных классиков жанра (от «The Shadows» до «Поющих гитар») и искали барабанщика. Корзинин им подошёл. Через два года «Викинги» перешли к собственным песням на русском языке, в связи с чем сменили имя на «Словяне», и быстро стали заметным явлением на местной рок-сцене.
Летом 1971 года «Словяне» познакомились с самой популярной тогда группой города, «Санкт-Петербургом», который был близок им по своим художественным вкусам, а после того, как в ноябре барабанщика Владимира Лемехова забрали в армию, его место занял Корзинин. На несколько месяцев зимой-весной 1972 года «Словяне» объединились с Владимиром Рекшаном, но альянс оказался непрочным и распался к началу лета. Тем не менее, в июле Корзинин, отыграв месяц на танцах в Парголово с коллективом «Аврора», был приглашен в новый состав «Санкт-Петербурга». По традиции, начинали с песни Николая «Позволь».
Осенью 1972 года Корзинина призвали в Вооруженные Силы, но он не прошёл по состоянию здоровья. Из-за этого пару раз, когда Николаю пришлось скрываться от военкомата, снова за барабанами был Владимир Лемехов.
В мае 1973 года «Санкт-Петербург» выступил на ночном рок-фестивале в пригородных Юкках, который устраивал экс-гитарист «Шестого Чувства» Игорь Солуянов, однако, Рекшан в это время был на спортивных сборах, поэтому отыграли без него — в некоторых песнях Корзинин брал в руки гитару, а Никита Лызлов подменял его за барабанами. Осенью подобная ситуация повторилась ещё пару раз.
Группа неуклонно эволюционировала в направлении более организованного харда и арт-рока с продуманными и деликатными аранжировками, чему способствовал мелодизм Корзинина, тяготевшего в своих песнях к балладному изложению и среднему темпу («Позволь», «Двери открой, мой Санкт-Петербург», «Хвала воде»). Лишь один номер, «Я тебя давно не знал такой», Рекшан и Корзинин сочинили вместе.
В 1972—1973 годах «Санкт-Петербург» доминировал в среде рок-н-ролльных команд Ленинграда, а песни Корзинина играли существенную роль в репертуаре группы, но расхождение во взглядах на её будущее у Рекшана, с одной стороны, и трёх остальных музыкантов во главе с Корзининым с другой, привело к тому, что в декабре 1973 года Николай со своими товарищами отделился и организовал не менее популярный в середине 1970-х «Большой Железный Колокол».
Манера Корзинина отличалась алогичностью, нарочитой и эффектной небрежностью. Он интересно использовал медь, особенно любил хай-хэт, выделывая на нём любопытные, по тем временам, номера. К тому же Корзинин пел не только подпевки, но и соло; обычно, когда ударник одновременно поет и играет, то это сказывается, его игра становится более скупой, скованной; Корзинину же вокал ничуть не мешал держать даже довольно сложные ритмические рисунки. Если кому-то удавалось хотя бы случайно встретить его на улице, тому завидовали, а когда некоторым удавалось даже поговорить, или кто-то был с ним знаком, в крайнем случае, просто поздоровались, то немедленно происходило безоговорочное зачисление счастливчика в высшую фанскую элиту.
Начав свою карьеру на подпольных сейшенах, «Колокол» завершил её в марте 1977 года на склонах горы Чегет на Северном Кавказе, где музыканты развлекали своими песнями горнолыжников и местных жителей, после чего Корзинин вернулся в Ленинград, а осенью встретился с частью «Мифов» в кафе «Сюрприз» на Невском проспекте, из чего выросла недолговечная супергруппа «Неофициальный Визит».
С ноября 1977 по март 1978 года Корзинин и бас-гитарист Константин Петров играли на танцах в Песочном в компании тамошних музыкантов, после чего Николай и его коллега по «Колоколу» Виктор Ковалев объединились с участниками «Идеи Фикс» (которая годом раньше сменила их на Чегете) под вывеской «РИСК.О!». На пару вечеров в 1978 году Корзинин с Рекшаном возродили «Санкт-Петербург». Поскольку сейшены в этот период случались нечасто, с осени 1979 года «РИСК.О!» зарабатывал в кафе «Сонеты» и «Ровесник», ресторанах «Москва» и «Баку».
В канун 1980 года Корзинин подменял барабанщика в «Пикнике», сезон пел в Володарском с группой экс-гитариста «Колокола» Владимира Сафронова, а осенью 1981 года в очередной раз воссоединился с Рекшаном под названием «Город».
«Город» вступил в Ленинградский рок-клуб и в 1981—1982 и 1984—1986 годах играл на его сцене (параллельно работая в ресторане «Метрополь» и Сестрорецке), исполняя как старые хиты «Санкт-Петербурга», так и новый материал Рекшана.
Между тем, ещё в середине 1970-х у Корзинина, который, как правило, редко сам писал тексты песен (они принадлежат его жене Ирине Корзининой и Аркадию Драгомощенко), появился новый знакомый, поэт и студент ФИНЭКа Андрей Соловьёв. Он приехал из Мурманска. Спустя недолгое время эта дружба вылилась в тесное сотрудничество и привела к появлению цикла удивительно романтичных и красивых песен: «Воздушный пух», «В переулках», «Скучаю и грущу», «Всё к лучшему».
Сумрачный, замкнутый Корзинин сочинял песни с ярко выраженным нонконформистким содержанием, в них чувствовался надрыв и горечь одиноких поисков. Сейчас они кажутся несколько наивными, в них не было появившейся гораздо позже проблемности, сатиры, гротеска и философии. Зато их отличает искренность, без чего дальнейшее развитие искусства невозможно.
Летом 1984 года на студии Андрея Тропилло Корзинин начал запись сольного альбома, в который вошли как песни, сочиненные им с А. Соловьёвым, так и классические номера 1970-х, «Древняя дорога» и «Верю я всему». Участие в работе приняли музыканты «Санкт-Петербурга» и «Большого Железного Колокола» (Никита Зайцев, Сергей Курёхин), «РИСК.О!» (Владимир Желудов, Вячеслав Черных), «Города» (Сергей Болотников), «ДДТ» (Александр Бровко) и «Аквариума» (Александр Титов, Борис Гребенщиков, который всегда высоко ценил мелодический талант Корзинина и «Колокол»).
К сожалению, работа над альбомом так и не была доведена до конца, так как весной 1986 года студия на Охте внезапно закрылась. Позднее его доработал на своей домашней студии старый друг Корзинина, флейтист Андрей «Доктор» Соколов. В начале 1988 года альбом «Камни Санкт-Петербурга» всё же появился под лейблом А-Студии и был удостоен диплома на конкурсе магнитоальбомов журнала «Аврора». На CD издан в 2001 году.
Корзинин как композитор всегда тяготел к лирическим интонациям. Песни, представленные в альбоме, подчеркнуто камерны и достаточно далеки от социальных событий современности. Это — лирика, немного наивная и в то же время мужественная, жесткая и удивительно чистая. В роке подобные вещи — чрезвычайная редкость. Автором большинства текстов является Андрей Соловьёв, и надо сказать, что альбом в немалой степени появился благодаря ему.
«Камни Санкт-Петербурга» — отнюдь не запыленный экспонат из рок-н-ролльного музея, наоборот, очень живой, искренний и цельный, несмотря на то, что все песни написаны в середине семидесятых — начале восьмидесятых, и дыхание ритм-энд-блюзового мейнстрима пронизывает каждый такт.
Первая тема — «Все к лучшему». Одна из лучших песен альбома, элегический, грустный гимн тишине и забвению. Это своего рода «белая полоса», только вместо неё здесь — очень точный и емкий образ старой заброшенной станции, где постоянно горит «красный свет».
«От 14 до 55» — не самая лучшая песня, есть в ней что-то эстрадное.
«Скучаю и грущу». Компьютерная аранжировка, которой от Корзинина, как от представителя старой школы, казалось бы, трудно было ожидать. Однако механический и немного монотонный рисунок неплохо сочетается с наложенной сверху гитарой (Никита Зайцев) и флейтой (Андрей Соколов, он же звукорежиссёр альбома).
«Воздушный пух» — очень прихотливая, загадочная мелодика и не менее загадочное, мистическое звучание гитары (Сергей Болотников). По тексту — нечто вроде рок-романса, однако со вкусом.
«Древняя дорога» — наиболее динамичная, «энергетическая» тема альбома. Болотников здесь играет более традиционно, но не менее парадоксально, чем в предыдущей вещи.
«В переулках». Удивительно гармоничное сочетание компьютерного саунда, тактичного, с мягкой экспрессией соло на флейте и проникновенного вокала (Корзинин всегда очень своеобразно пел, хотя больше известен как барабанщик), отголосков восточной музыки и неподдельно искренних стихов. Торжественно-маршеобразный ритм. Мелодия волшебной красоты. Магия просветленности.
«Верю я всему». Классический мейнстрим с размеренной поступью ударных, сочными брейками и нарастающей эмоциональностью. На гитаре опять Н. Зайцев, его соло очень эффектно и расширяет пространство песни.
В апреле 1987 классический состав «Санкт-Петербурга» собрался для участия в ностальгическом рок-шоу Коли Васина. Во второй половине 1980-х они выходили на сцену ещё несколько раз, хотя к началу следующего десятилетия формула свелась к уравнению Рекшан*Корзинин плюс сессионные музыканты.
В декабре 1988 года Корзинин и Никита Зайцев создали «Неприкосновенный Запас». Они изредка выступали с концертами, записали несколько номеров на студии «ДДТ» и распались весной 1993 года.

 Группа называлась «НЗ», как «Неприкосновенный Запас». Мы же переводили себя, как Никита Зайцев. А вообще-то, была мысль назваться «Новые Космополиты», но спонсоры не въехали. Со мной играли Никита Зайцев — гитара, Юра Задоров — клавиши, он записывал с нами «Пасху», «Засаду», «В переулках», «Верю я всему», живёт в Финляндии, играет в церкви на органе. На барабанах — Юра Соколов (Помидор), из «Поющих Гитар», который поигрывает с ними в лиге ветеранов. На басу — Юра Иваненко из «Поющих гитар», живёт в Израиле.— Николай Корзинин
Этим составом, группа «НЗ» выступила в сентябре 1989 года на фестивале лауреатов конкурса магнитоальбомов «Аврора-89» в один день с «Разными людьми» и «Мифами».
Апогеем совместного творчества Андрея Соловьёва и Николая Корзинина можно назвать песню «Пасха», впервые прозвучавшую в 1988 году в рамках выступления группы «Санкт-Петербург» на VII фестивале Ленинградского Рок-Клуба. Позже песня была записана Корзининым и Никитой Зайцевым (в незаконченном альбоме проекта «НЗ»), и на неё был снят клип (режиссёр Олег Агафонов).
Песню Корзинина «Спеши к восходу» очень любил Никита Зайцев и часто напевал её, исполнив также в составе «ДДТ» на гастролях в Японии 1990 года, когда группа оказалась вынуждена выступать без Шевчука.
В 1991 году на «Сигнальной серии пластинок 1991 (13)» значилась группа «БЖК» с фрагментом альбома «Все к лучшему»: 1 — «Пасха» (Н. Корзинин — А. Соловьев), 2 — «Верю я» (Н. Корзинин — А. Драгомощенко).
Осенью 1991 года Корзинин записал барабаны на альбоме «Разных людей» «Бит» (студия «Фонтанка,39»), а в марте 1993 года был приглашён участвовать в дебютной работе Сергея Чигракова — «Чиж». Помимо того, на протяжении 1990-х Корзинина можно было видеть и слышать в группах «СП Бабай» и «Храм Мира» (обе вместе репетировали в клубе «Перевал»), а также на нечастых концертах и альбомах «Санкт-Петербурга», среди последних были: Коллекционный «69-94» (запись 1993 года), «Лирика Капитализма» (1996), «Классика» (1997), «Революция» (1997), «Живьём!» (2003), «Лучшие годы» (2009), «Песни алкоголика» (2009, музыка к треку «Day of Eastern»), «1972-й» (2009).
В 1998 году Корзинин составил сборник своего умершего друга Андрея Соловьева «„До востребования“, Стихи и Поэмы».
18 декабря 2001 года в петербургском клубе «Полигон» Николай Корзинин отметил свой пятидесятый день рождения. В приуроченном к юбилейной дате концерте участвовали почти все составы «Санкт-Петербурга», «СП Бабай», «Мифы» образца 1972 года, старые «Земляне» и другие музыканты-единомышленники. В том же году звукорежиссёр Виталий Муканяев на студии «SoftJoys» реставрировал альбом Корзинина, расширив его за счёт других архивных записей, а в 2002 году появился и отснятый на концерте видеофильм «День рождения в „Полигоне“» (режиссёр Андрей Костюшкин).

 Он всегда умел найти себя в музыке — жесткий и бескомпромиссный лидер и тактичный аккомпаниатор, тонкий мелодист с безупречным вкусом и чутьём на верный звук, камертоном откликающийся на точную поэтическую строку, певец, барабанщик и гитарист Николай Корзинин являет собой редкий пример сочетания мастерства, таланта и подлинной творческой свободы.— Андрей Бурлака
Далее с течением времени Корзинин в музыкальной жизни участвовал лишь эпизодически. Появлялся с «Санкт-Петербургом» на фестивале «Окна открой!» в 2003—2004 годах. 31 октября 2009 года выступил по приглашению В. Рекшана в ЦВЗ «Манеж» на концерте, посвященному 40-летию коллектива. В 2011 году вышел DVD «Live in Manege».
В 2007 году на сборнике «Митьковская Олимпиада» значились треки «Николай Корзинин — Зенит в 1982 году» (CD 3) и «Корзинин & Курехин & Зайцев & Титов — Все к лучшему» (CD 4). В 2010 году композиции «Скучаю и грущу» и «Пасха» оказались на памятном издании «Никита Зайцев: Послезвучие».
«Зенит в 1982 году» — Корзинин и Андрей Соловьёв написали песню, будучи болельщиками одноимённой команды. Трек сделали примерно в 1985 или 1986 году на домашней студии Андрея Соколова. Эта песня вызывала особую гордость автора, так как она ещё в 1982 году предрекла чемпионство «Зенита», когда команде было до этого ещё очень далеко.
В 2009 году петербургский звукорежиссёр Игорь Пленов провел реставрацию и ремастеринг альбома «Камни Санкт-Петербурга». В 2010 году при помощи самого Корзинина были собраны неизданные записи начала 1990-х и составлен альбом «Верю я всему…», также реставрация и мастеринг осуществлены Пленовым.
В 2009 году И. Пленов отреставрировал также демозапись, сделанную Сергеем Курёхиным в 1985 г. при подготовительной работе над альбомом «Камни Санкт-Петербурга». Николай Корзинин играл Курёхину свои песни, а тот давал комментарии и записывал всё на магнитофон, чтобы потом сделать собственные аранжировки.
У Корзинина было не так много песен. Он говорил: «Чем мне нравится моё творчество: у меня немного песен — зато, плохих нет!». В своё время Константину Никольскому приписывали похожую фразу: «Новые песни пишут те, у кого старые плохие».
10 февраля 2010 года присоединился к «Мифам», выступавшим в петербургском клубе «Jagger», исполнил песню «Спеши к восходу».
В последний раз сыграв за барабанами на концерте с группой «Санкт-Петербург», Николай перенес инсульт и попал в коме в реанимацию. Врачи говорили, что нужно ждать и жить во всяком случае он хочет. Вопреки этому, в ночь на 25 февраля 2011 года музыкант скончался. Похороны прошли в большом зале петербургского Крематория. В объявлении было написано: «Кто хочет попрощаться с Николаем Ивановичем Корзининым, приходите…». 10 апреля 2011 года о нём вспоминали звуком инструментов и словом стихов коллеги и друзья.

 Он был легендарным и загадочным персонажем ленинградской рок-музыки, которого почти не знают слушатели.
Он не любил концертных сборищ и тусовок.
Он не любил пустых разговоров, но начавшийся простой разговор мог затянуться на часы, и иногда после было трудно с определённостью сказать, что именно важного было в этом разговоре, но то, что он был важен, не вызывало сомнений.
Он был отделен от суеты и общепринятых систем существования. Отделен. Именно отделен, а не отделён. Отделен от всех, от всего…— Катерина Никитина, создатель «Тонкой Игры»
27 февраля 2012 года в Санкт-Петербурге состоялся вечер памяти Николая Корзинина.